# 河东山西道宣慰司
河东山西道宣慰司，又称河东宣慰司，元朝在山西设立的机构，为山西得名之始。
河东山西道宣慰司治所在大同路（治今山西省大同市）属中书省直辖。分管大同路、冀宁路（治今山西太原市）、晋宁路（治今山西临汾市）等三路，又置分司，领德宁路（今内蒙古达尔罕茂明安联合旗北）、净州（今内蒙古四子王旗西）等九州。另有河东山西道肃政廉防司，元朝御史台直辖的内八道之一，置司于冀宁路（治今山西太原市）。明太祖洪武九年（1376年）改为山西承宣布政使司。 